# Harold Hotelling
Harold Hotelling (29 de septiembre de 1895 - 26 de diciembre de 1973) fue un matemático, estadístico y economista estadounidense. Fue profesor Asociado de Matemática en la Universidad de Stanford desde 1927 hasta 1931, miembro de la facultad de la Universidad de Columbia desde 1931 hasta 1946, y profesor de Estadística Matemática en la Universidad de Carolina del Norte en Chapel Hill desde 1946 hasta su muerte. Una calle en Chapel Hill lleva su nombre. 

## Estadística
Hotelling es conocido en estadística por la distribución T cuadrado de Hotelling y su uso en el contraste de hipótesis estadístico y en las regiones de confianza. También introdujo el análisis de la correlación canónica.
Al comienzo de su carrera en estadística, Hotelling estuvo influenciado por R.A. Fisher, cuyos Statistical Methods for Research Workers tuvieron "una importancia revolucionaria", de acuerdo al propio Hotelling. Hotelling fue capaz de mantener una relación profesional con Fisher, a pesar de que los accesos de temperamento y las polémicas de este último. Hotelling esponsorizó a diferentes refugiados del antisemitismo europeo y del nazismo, acogiendo a Henry Mann y Abraham Wald en su grupo de investigación en Columbia. 

## Economía
Hotelling fue crucial para el desarrollo y crecimiento de la economía matemática. Varias áreas de investigación activa fueron poderosamente influidas por sus papers económicos. Durante su estancia en la Universidad de Washington, fue incitado a cambiar desde las matemáticas puras hacia las matemáticas económicas por el famoso matemático Eric Temple Bell. Posteriormente, en la Universidad de Columbia (donde durante 1933-34 dio clase de estadística a Milton Friedman) en los años cuarenta, Hotelling a su vez incitó a un joven Kenneth Arrow a cambiar desde las matemáticas y la estadística aplicada a los estudios actuariales hacia una aplicación más general de las matemáticas en la teoría económica general.
Hotelling es epónimo de la Ley de Hotelling, del Lema de Hotelling y de la Regla de Hotelling en economía.

### No-convexidades
Hotelling realizó estudios pioneros sobre la no convexidad en economía. En economía, la no convexidad hace referencia a una violación del supuesto de convexidad en una economía elemental. Los manuales básicos de economía se centran en consumidores con preferencias convexas y restricciones presupuestarias convexas, y en productores con posibilidades de producción convexas. Para modelos convexos, el comportamiento económico es bien comprendido. Cuando los supuestos de convexidad dejan de cumplirse, entonces varias de las propiedades positivas de un mercado competitivo dejan de sostenerse. Así, la no convexidad se asocia con fallos de mercado, donde la oferta y demanda difieren o donde los equilibrios de mercado pueden ser ineficientes.

#### Productores con rendimientos crecientes de escala: fijación de precios según el costes marginal
En oligopolios (mercados dominados por muy pocos productores ), y especialmente en "monopolios" (mercados dominados por un solo productor), las no-convexidades siguen siendo importantes. La preocupación sobre la acción de grandes productores explotando su poder de mercado dio comienzo a la literatura sobre no convexidad, cuando Piero Sraffa escribió sobre empresas con rendimientos de escala crecientes en 1926, a partir de lo cual Hotelling escribió sobre coste marginal en 1938. Tanto Sraffa como Hotelling arrojaron luz sobre el rol del poder de mercado de los productores sin competencia, estimulando todo un campo de literatura sobre el lado de la oferta de la economía.

## Obra
- "A General Mathematical Theory of Depreciation", 1925, Journal of ASA.

- "Differential Equations Subject to Error", 1927, Journal of ASA

- Review of R. A. Fisher's Statistical Methods for Rearch Workers,1927. Journal of ASA Harold Hotelling’s review of Fishers’ Statistical Methods.

- "Applications of the Theory of Error to the Interpretation of Trends", con H. Working, 1929, Journal of ASA.

- "Stability in Competition", 1929, EJ.

- "The Economics of Exhaustible Resources", 1931, JPE.

- "The Generalization of Student's Ratio", 1931, Annals of Mathematical Statistics.

- "Edgeworth's Taxation Paradox and the Nature of Supply and Demand Functions", 1932, JPE.

- "Analysis of a Complex of Statistical Variables with Principal Components", 1933, Journal of Educational Psychology

- "Demand Functions with Limited Budgets", 1935, Econometrica.

- "The most predictable criterion", 1935, Journal of Educational Psychology

- "Relation Between Two Sets of Variates", 1936, Biometrika.

- "Rank Correlation and Tests of Significance Involving no Assumption of Normality", en "American Mathematical Statistics", 1936 (coautor M. R. Pabst)

- "The General Welfare in Relation to Problems of Taxation and of Railway and Utility Rates", 1938, Econometrica.

- Hotelling, Harold (Dec. de 1940). «The Teaching of Statistics». The Annals of Mathematical Statistics 11 (4): 457-470. JSTOR 2235726. doi:10.1214/aoms/1177731833.

- "A generalized T-Test and measure of multivariate dispersion", Proc. Second Berkeley Symposium of Mathematical Statistics and Probability, 1951

- Hotelling, Harold (1988). «Golden Oldies: Classic Articles from the World of Statistics and Probability: The Teaching of Statistics». Statistical Science 3 (1): 63-71. doi:10.1214/ss/1177013001.

- Hotelling, Harold (1988). «Golden Oldies: Classic Articles from the World of Statistics and Probability: The Place of Statistics in the University». Statistical Science 3 (1): 72-83. doi:10.1214/ss/1177013002.